# Lada (Česká Lípa)
Lada (Duits: Jägersdorf of Yegerdorf) is een stadsdeel van het huidige Česká Lípa in Bohemen.
Lada was tot 1945 een plaats met een overwegend Duitstalige bevolking. Tot 1918 hoorde de stad bij Oostenrijk-Hongarije, waarna het in het onafhankelijke Tsjechoslowakije kwam te liggen. Tussen 1938 en 1945 was Lada als deel van het Sudetenland onderdeel van nazi-Duitsland. Na de Tweede Wereldoorlog werd de Duitstalige bevolking verdreven.